# London-Marathon 1996
| 16. London-Marathon    | 16. London-Marathon            |
| ---------------------- | ------------------------------ |
| Stadt                  | London, Vereinigtes Königreich |
| Datum                  | 21. April 1996                 |
| Distanz                | 42,195 Kilometer               |
| Sieger                 |                                |
| Männer                 | Dionicio Cerón (2:10:00 h)     |
| Frauen                 | Liz McColgan (2:27:54 h)       |
| ← London-Marathon 1995 | London-Marathon 1997 →         |
| Website                | Offizielle Website             |

Der London-Marathon 1996 (offiziell: Flora London Marathon 1996) war die 16. Ausgabe der jährlich stattfindenden Laufveranstaltung in London, Vereinigtes Königreich. Der Marathon fand am 21. April 1996 statt.
Bei den Männern gewann Dionicio Cerón in 2:10:00 h, bei den Frauen Liz McColgan in 2:27:54 h.

## Ergebnisse

### Männer
| Platz | Athlet           | Land                   | Zeit (h) |
| ----- | ---------------- | ---------------------- | -------- |
| 01    | Dionicio Cerón   | Mexiko                 | 2:10:00  |
| 02    | Vincent Rousseau | Belgien                | 2:10:26  |
| 03    | Paul Evans       | Vereinigtes Königreich | 2:10:40  |
| 04    | Jackson Kabiga   | Kenia                  | 2:10:43  |
| 05    | Antonio Serrano  | Spanien                | 2:10:55  |
| 06    | Domingos Castro  | Portugal               | 2:11:12  |
| 07    | Eddy Hellebuyck  | Belgien                | 2:11:53  |
| 08    | Benson Masya     | Kenia                  | 2:12:43  |
| 09    | Gary Staines     | Vereinigtes Königreich | 2:12:54  |
| 10    | Tesfaye Bekele   | Äthiopien              | 2:14:37  |

### Frauen
| Platz | Athletin            | Land                   | Zeit (h) |
| ----- | ------------------- | ---------------------- | -------- |
| 01    | Liz McColgan        | Vereinigtes Königreich | 2:27:54  |
| 02    | Joyce Chepchumba    | Kenia                  | 2:30:09  |
| 03    | Małgorzata Sobańska | Polen                  | 2:30:17  |
| 04    | Angelina Kanana     | Kenia                  | 2:30:25  |
| 05    | Anita Håkenstad     | Norwegen               | 2:31:07  |
| 06    | Alina Iwanowa       | Russland               | 2:32:09  |
| 07    | Renata Kokowska     | Polen                  | 2:32:46  |
| 08    | Firiya Sultanova    | Russland               | 2:32:50  |
| 09    | Jane Salumäe        | Estland                | 2:33:18  |
| 10    | Elena Mazovka       | Belarus                | 2:33:58  |